# تپه نیو گردان
تپه نیو گردان در شهرستان بانه، بخش مرکزی، دهستان شوی، روستای میرآباد سفلی واقع شده و این اثر در تاریخ ۱۵ دی ۱۳۸۷ با شمارهٔ ثبت ۲۴۲۳۹ به‌عنوان یکی از آثار ملی ایران به ثبت رسیده است.